# Gipfel der Götter
Gipfel der Götter (jap. 神々の山嶺, Kamigami no Itadaki) ist ein Manga des japanischen Zeichners Jirō Taniguchi und des Autors Baku Yumemakura, der von 2000 bis 2003 in Japan erschien. Das Werk, das vom Leben eines fanatischen Bergsteigers handelt, umfasst über 1.500 Seiten und wurde in mehrere Sprachen übersetzt.

## Inhalt
Der japanische Fotograf Fukamachi Makoto verbringt nach seiner Teilnahme an einer gescheiterten Expedition auf den Mount Everest noch einige Tage in der nepalesischen Hauptstadt Kathmandu. Bei seinen Streifzügen entdeckt er in einem Geschäft für Bergsteigerausrüstung eine alte Kamera und glaubt, in dieser den Apparat von George Mallory zu erkennen. Möglicherweise ließe sich mit dem in der Kamera enthaltenen Film eine Erstbesteigung des Mount Everest durch Mallory und Irvine bereits im Jahr 1924 belegen. Er kauft den Apparat, seine Nachfragen machen jedoch den zwielichtigen Geschäftsinhaber auf ihren möglichen Wert aufmerksam und so wird sie ihm noch am selben Abend wieder gestohlen. Bei weiteren Nachforschungen in Kathmandu begegnet er dann überraschend dem legendären und seit vielen Jahren verschollen geglaubten Bergsteiger Habu Yoshi. Makoto wittert eine Geschichte und will mehr über Kamera und Yoshi in Erfahrung bringen, auch, da beide offenbar miteinander in Verbindung stehen. Zurück in Japan beginnt er damit, Habu Yoshis Leben zu erforschen, indem er mit dessen früheren Bergkameraden und Konkurrenten aus der japanischen Bergsteigergemeinde, insbesondere den Alpenvereinen, spricht. So offenbart sich ihm nach und nach die Lebensgeschichte eines fanatischen Bergsteigers, der getrieben von innerem und äußerem Erfolgsdruck legendäre (Erst-)Besteigungen durchführte und mit äußerster Willenskraft auch angesichts des sicheren Todes überlebte. Yoshi zeigt sich aber auch als starrköpfiger und einsamer Mensch, der kaum funktionierende soziale Beziehungen pflegen kann. Häufig lebt er am Rand des Existenzminimums und stößt auch ihm zugetane Menschen immer wieder vor den Kopf. So lernt Fukamachi auch Habus langjährige Lebensgefährtin Kyoko kennen und verliebt sich in sie.
Im Zuge seiner Nachforschungen, mit denen sich Makoto auf der Spur von Habu Yoshis Leben und der Geschichte der Erstbesteigung des Mount Everest begibt, gerät er auch selbst in den Bann der Faszination des Bergsteigens. Diese persönliche Entwicklung führt ihn zurück nach Nepal und gipfelt im Wiederauffinden Yoshis und der Kamera Mallorys. Yoshi fand die Kamera einst bei seiner Entdeckung von Mallorys Leichnam am Berg in der Höhe von 8.100 Metern, jedoch enthielt sie schon damals keinen Film.
Nachdem Fukamachi Yoshi hartnäckig bis in das Basislager am Everest verfolgt, erhält er schließlich die Erlaubnis, Habus bei dessen großem Traum zu folgen und zu fotografieren, soweit es ihm möglich ist: der Erstbesteigung der Südwestflanke des Mount Everest im Winter, allein und ohne Sauerstoff. Dieses Unterfangen gilt als nahezu unmöglich. Um den Anspruch der Alleinbesteigung zu erfüllen, stellt Habu die Bedingung, das beide nach dem Verlassen des Basislagers keinen Kontakt mehr zueinander halten. So folgt Makoto Yoshi am Dezemberanfang in die Flanke des Bergs und gerät schließlich, sich überschätzend und getrieben von dem Willen, Habu so weit wie möglich zu folgen, unterhalb des 'Grauen Turms' bei schlechten Wetter ernsthaft in Lebensgefahr. Hier rettet Yoshi trotz der Vereinbarung mit übermenschlicher Anstrengung Makotos Leben. Während Fukamachi am nächsten Morgen schließlich absteigt und Habu aus der Ferne fotografiert, erreicht dieser nach vollständiger Durchkletterung der Südwestflanke den Gipfel des Everest. Makoto wartet gemeinsam mit Habus Freund Ang Tshering im Basislager, jedoch kehrt Yoshi vom Abstieg nicht mehr zurück.
Zurück in Japan macht die Reportage über Habu Yoshi und dessen Vorhaben aus Fukamachi eine kleine Berühmtheit und auch seine Beziehung zu Kyoko entwickelt sich gut, nachhaltig zufrieden ist er jedoch nicht. Im Herbst des darauffolgenden Jahres versucht er sich daher, getrieben von seinen inneren Dämonen, an der eigenen Besteigung des Everest über eine der Standardrouten. Auch er erreicht den Gipfel und endlich fällt seine Last von ihm ab. Beim Abstieg gerät er wetterbedingt immer stärker in Schwierigkeiten und wird schwächer und langsamer. Sich immer noch in der Todeszone befindend, kommt er von der Route ab und entdeckt plötzlich die mit offenen Augen dasitzende Leiche von Habu Yoshi, der sich neben dem Leichnam Georgy Mallorys zum Sterben niedergelassen hatte. Ob willentlich oder nicht, bleibt dabei offen. In Mallorys Rucksack findet Makoto den Film der Kamera. Durch dieses Ereignis motiviert, verabschiedet er sich von Yoshi, schafft mit letzter Willenskraft den Abstieg und kehrt zurück nach Hause. Die Geschichte endet mit der Entwicklung des Films aus Mallorys Kamera.

## Veröffentlichung
Die Mangaserie erschien in Einzelkapiteln ab Dezember 2000 im Manga-Magazin Business Jump des Verlags Shūeisha in Japan. Die Kapitel wurden später auch in fünf Sammelbänden veröffentlicht.
Eine englische Fassung des Mangas ist bei Ponent Mon angekündigt, eine französische bei Kana 2004 bis 2005 komplett erschienen. Eine chinesische wird bei Taiwan Tohan herausgebracht. Der Verlag Schreiber und Leser veröffentlichte ab November 2007 die fünf Bände komplett auf Deutsch. Die Übersetzung stammt von Resel Rebiersch und Tsuwame Rebiersch.
Im Jahr 2021 erschien mit dem französisch-luxemburgischen Animationsfilm Gipfel der Götter eine Verfilmung des Mangas. Sie wurde im Rahmen der Internationalen Filmfestspiele von Cannes 2021 uraufgeführt.

## Rezeption
Gipfel der Götter wurde 2001 beim Festival für Kunst und Medien des japanischen Kulturministeriums mit dem 1. Preis für den besten Manga ausgezeichnet.
Micha Wießler empfiehlt den Manga im Der Tagesspiegel Lesern, die sonst keine Mangas lesen. Er sei ein furioses Bergsteigerdrama mit faszinierenden Berglandschaften. Für die deutsche Veröffentlichungslandschaft sei "'Gipfel der Götter' ein untypischer Manga, da er sich vor allem an Erwachsene richte".
Laut Comic Radio Show bietet der Manga „atemberaubende Bergpanoramen und fesselnden Kletterpartien“ und schildere dabei „das Gemälde eines Menschen, der ganz nach oben will, der es nicht leicht hat, dem es aber auch nicht gerade leicht gemacht wird“. Weiter heißt es „In der Felswand ein Ass, im Bereich der sozialen Beziehungen eine Niete und immer am Rande des Existenzminimums, so stellt sich das Leben von Yoshi dar. Doch nicht nur finanzielle Sorgen treffen ihn hart. Ein tragischer Schicksalsschlag und eine ungewollte Konkurrenzsituation fordern den Alpinaholic immer wieder aufs Neue hinaus.“
Brigitte Schönhense von Splashcomics lobt die detaillierten, realitätstreuen Zeichnungen und die „gut durchdachte und strukturierte Geschichte“. Der vielschichtige Charakter des Bergsteigers Habu Yoshi sei dabei für den Leser besonders interessant, man könne mit ihm fühlen und er sei sympathisch. Beim Lesen bekomme man „selbst […] Lust mal wieder die Wanderschuhe zu schnüren und raus in die Natur zu gehen“. Die deutschen Bände seien von guter Druckqualität und böten eine lebendige Übersetzung.